# Record de France de natation dames du 50 mètres brasse

## Bassin de 50 mètres
| Temps                                        | Athlète                   | Naissance | Âge | Équipe                               | Compétition                | Lieu             | Date            |
| -------------------------------------------- | ------------------------- | --------- | --- | ------------------------------------ | -------------------------- | ---------------- | --------------- |
| Début de reconnaissance du record par la FFN |                           |           |     |                                      |                            |                  |                 |
| 33 s 58                                      | Béatrice Billotet         | 1965      | 19  | ASPTT Paris                          |                            | Schiltigheim     | 15 mars 1984    |
| 33 s 22                                      | Catherine Poirot          | 1963      | 21  | CJF Fleury-Les-Aubrais               |                            | Schiltigheim     | 15 mars 1984    |
| 32 s 70                                      | Catherine Poirot          | 1963      | 21  | CJF Fleury-Les-Aubrais               | Championnats de France     | Schiltigheim     | 15 mars 1984    |
| 32 s 60                                      | Constance Leblond         | 1976      | 17  | St-Florentin                         | Meeting de Sarcelles       | Sarcelles        | 22 mars 1993    |
| 32 s 60                                      | Aude Heinrich             | 1973      | 21  | SN Metz                              |                            | Lille            | 16 mars 1994    |
| 32 s 60                                      | Delphine Leprest          | 1978      | 23  | Cercle des Nageurs de Melun-Dammarie | Championnats de France     | Chamalières      | 2 mai 2001      |
| 32 s 53                                      | Anne-Sophie Le Paranthoën | 1977      | 25  | CS Clichy 92                         | Championnats de France (d) | Chalon-sur-Saône | 18 avril 2002   |
| 32 s 25                                      | Delphine Leprest          | 1978      | 24  | Cercle des Nageurs de Melun-Dammarie | Championnats de France     | Chalon-sur-Saône | 18 avril 2002   |
| 31 s 68                                      | Anne-Sophie Le Paranthoën | 1977      | 30  | Cercle des nageurs de Marseille      | Coupe de France (s)        | Lyon             | 24 février 2007 |
| 31 s 65                                      | Sophie de Ronchi          | 1985      | 24  | ES Massy Natation                    | Championnats de France (d) | Montpellier      | 22 avril 2009   |
| 30 s 96                                      | Sophie de Ronchi          | 1985      | 24  | ES Massy Natation                    | Championnats de France (f) | Montpellier      | 22 avril 2009   |
| 30 s 82                                      | Charlotte Bonnet          | 1995      | 28  | Olympic Nice Natation                | Championnats de France (s) | Rennes           | 16 juin 2023    |

## Bassin de 25 mètres
| Temps    | Athlète                   | Naissance | Âge | Équipe                          | Compétition                | Lieu        | Date             |
| -------- | ------------------------- | --------- | --- | ------------------------------- | -------------------------- | ----------- | ---------------- |
| 32 s 45  | Aude Heinrich             | 1973      | 20  | SN Metz                         | Coupe du monde             | Paris       | 7 février 1993   |
| 31 s 62  | Aude Heinrich             | 1973      | 20  | SN Metz                         | Coupe du monde             | Paris       | 7 février 1993   |
| 31 s 52  | Anne-Sophie Le Paranthoën | 1977      | 29  | Cercle des nageurs de Marseille | Championnats d'Europe (d)  | Helsinki    | 7 décembre 2006  |
| 31 s 49  | Anne-Sophie Le Paranthoën | 1977      | 30  | Cercle des nageurs de Marseille | Coupe du monde (f)         | Berlin      | 18 novembre 2007 |
| 31 s 32  | Sophie de Ronchi          | 1985      | 23  | ES Massy Natation               | Championnats de France (s) | Angers      | 5 décembre 2008  |
| 31 s 23  | Sophie de Ronchi          | 1985      | 23  | ES Massy Natation               | Championnats d'Europe (f)  | Rijeka      | 14 décembre 2008 |
| 30 s 95  | Sophie de Ronchi          | 1985      | 24  | ES Massy Natation               | Coupe du monde (f)         | Moscou      | 7 novembre 2009  |
| 30 s 80, | Sophie de Ronchi          | 1985      | 24  | ES Massy Natation               | Championnats d'Europe (f)  | Istanbul    | 13 décembre 2009 |
| 30 s 74  | Charlotte Bonnet          | 1995      | 21  | Olympic Nice Natation           | Swim Cup                   | Lausanne    | 18 décembre 2016 |
| 30 s 34  | Charlotte Bonnet          | 1995      | 22  | Olympic Nice Natation           | Championnats de France     | Montpellier | 30 novembre 2017 |
| 29 s 98  | Charlotte Bonnet          | 1995      | 23  | Olympic Nice Natation           | Championnats de France     | Montpellier | 15 novembre 2018 |